# 라비다섬

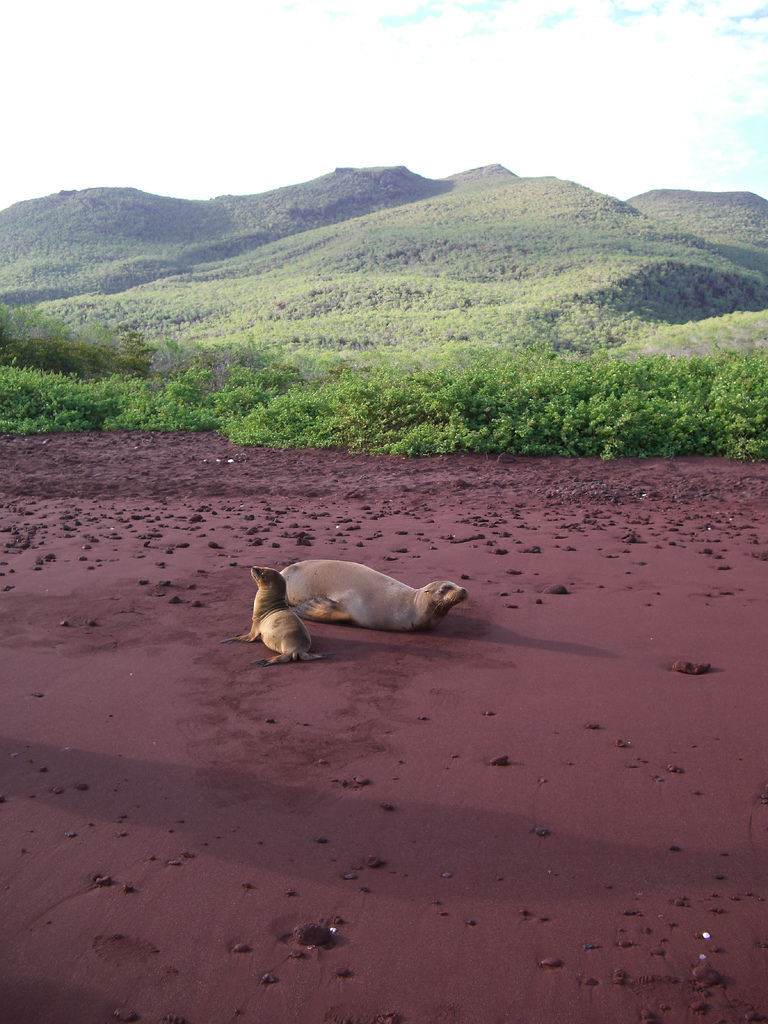
리비다 섬의 바다 사자 엄마와 새끼

라비다섬(영어: Rábida Island, 스페인어: Isla Rábida)은 에콰도르 갈라파고스 제도의 한 섬이다. 이 섬은 또한 18세기 영국 존 저비스 장군의 이름을 기념해 저비스 섬이라고 부르기도 한다. 에콰도르의 공식 명칭은 라비다 섬(Isla Rábida)이다.

## 지리

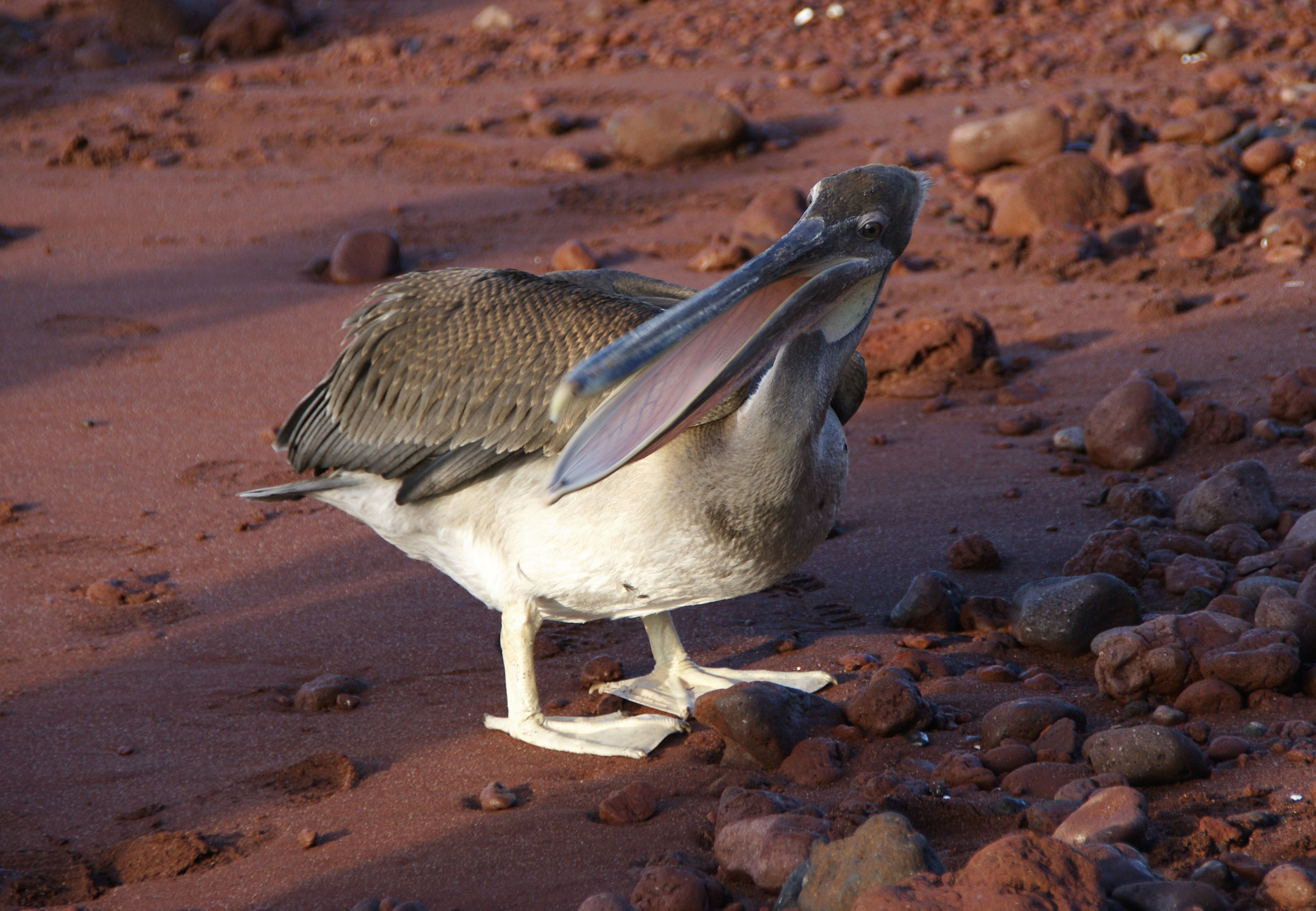
붉은 모래 위의 갈색펠리컨

이 섬은 에콰도르에서 965km 떨어진 동태평양에 있다. 이 섬은 전체 면적 4.9km2에 최고점의 높이 367m이다. 이 섬은 붉은 모래 해변과 플라멩고가 서식하고 있고, 암컷을 차지하지 못한 갈라파고스 바다사자가 살고있다. 가파른 경사의 절벽을 따라 화산 분화구가 이 섬의 경치에서 두드러진다.

## 야생
붉은 모래 위에 갈색펠리컨이 놀고 있으며, 플라멩고와 암컷을 차지하지 못한 바다사자들의 보금자리이며, 펠리칸, 흰뺨고방오리, 부비, 그리고 아홉 종류의 핀치가 보고되고 있다. 이 풍부한 식생은 많은 크루즈 관광객들을 불러 들이고 있다.
1971년에 갈라파고스 국립공원은 라비다 섬에서 염소를 성공적으로 근절시켰다. 이 유입종들은 자연환경을 뒤엎어 게코, 육지이구아나, 쌀쥐 등 여러 토종 생물들의 멸종을 가져오게 했다.